# 国際原子時

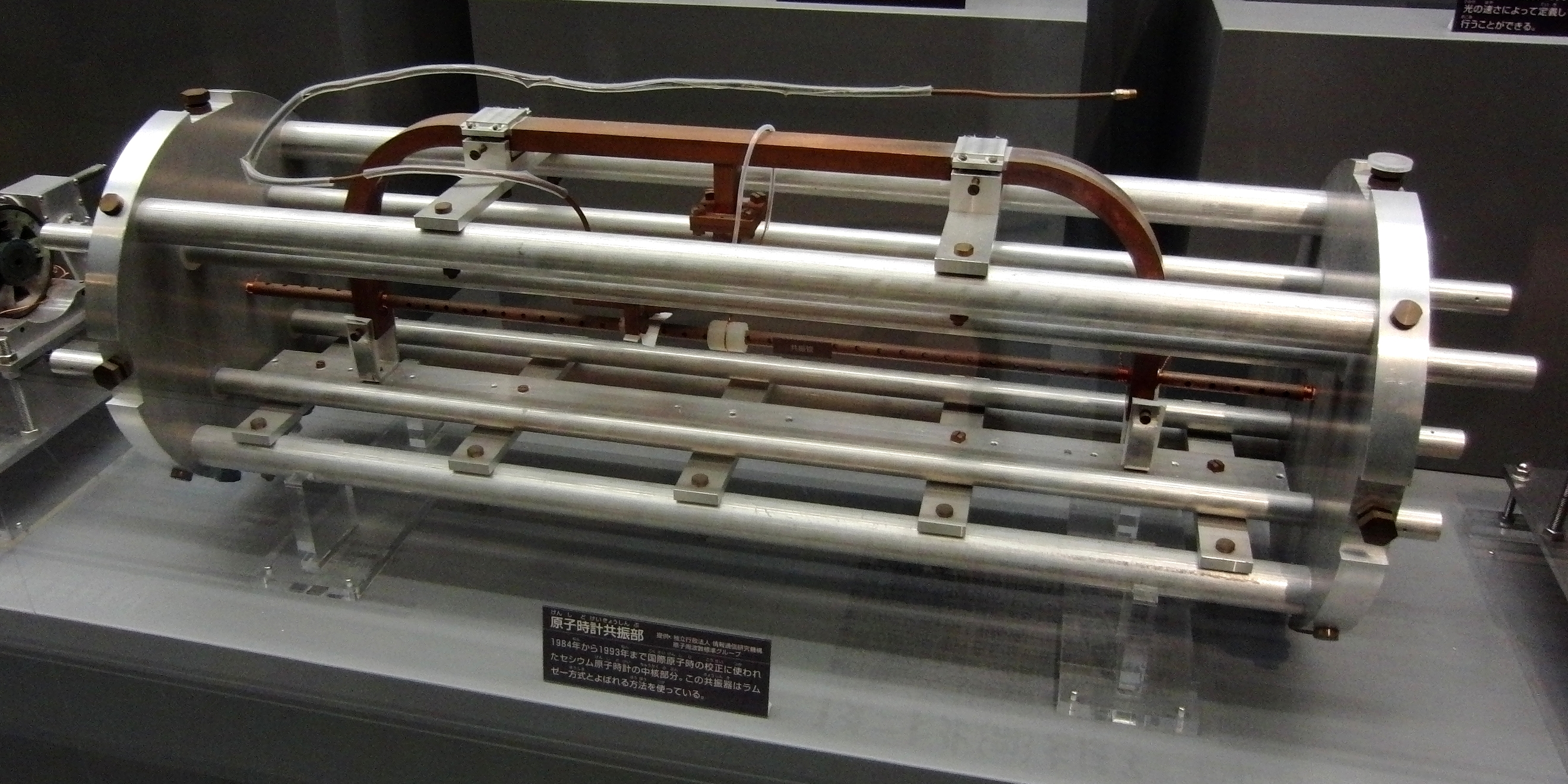
1984年から1993年まで国際原子時の較正に使われていたセシウム原子時計の共振部。国立科学博物館の展示。

国際原子時（こくさいげんしじ、フランス語: temps atomique international、略語：TAI、ドイツ語: Internationale Atomzeit、英語: International Atomic Time）は、現在国際的に規定・管理される原子時である。地球表面（ジオイド面）上の座標時の実現と位置付けられる。
国際単位系 (SI) では、「秒はセシウム133の原子の基底状態の二つの超微細準位の間の遷移に対応する放射の周期の9192631770倍の継続時間である。」と定義されている。

## 概要
国際原子時 (TAI) は、世界50ヵ国以上に設置されているセシウム原子時計を数多く含む約300個の原子時計により維持されている時刻の加重平均である。現在、国際原子時 (TAI) は国際度量衡局 (BIPM) が運用・管理する。
TAIの定義は参加する原子時計同士の定期的な比較による較正であり、時間の遡及により最高精度が維持される。この較正はナノ秒精度を要求する用途で用いられ、大多数の時刻サービス利用者は、複数台の原子時計で較正された時間間隔を過去に参照した原子時計から供給されるTAIのリアルタイム評価値を利用する。GPS衛星が発射する電波の時刻信号はTAIに裏付けられたリアルタイムの時刻源として広く使われている。
TAIの原点は1958年1月1日0時0分0秒 (TAI) に置き、その時点で1958年1月1日0時0分0秒 (UT2) と一致させた。ただし、1976年に国際原子時 (TAI) の歩度がSI秒の定義値より速いことが判明し、1977年に国際原子時 (TAI) の歩度を修正しているため、正しい歩度で遡ると一致しない。

## 定義
国際原子時 (TAI) は、1970年に国際度量衡委員会 (CIPM) の下部機関である秒の定義に関する諮問委員会（CCDS、現CCTF）で勧告S2を採択し、次のように定義されている。
なお、当時は国際報時局（BIH、現IERS）が国際原子時 (TAI) を管理していたが、1988年1月に国際度量衡局 (BIPM) に移管された。
1980年に、秒の定義に関する諮問委員会（CCDS、現CCTF）は相対性理論の効果を考慮して TAI の定義は次のように完成された。
一般相対性理論によれば、くるいのない理想的な時計であっても、それが刻む時刻は、その時計が過去に、どのような重力場のなかをどのような運動をしたかによって相互比較では差が生じる。このような時刻を「固有時」と呼ぶ。地球ポテンシャルの影響として、時計の置かれている場所の標高（ジオイドからの高さ）の違いに対応して、おのおのの時計の固有時は1 km当たり1.1×10−13の歩度差が生じるので、国際原子時 (TAI) の作成に寄与する原子時計はジオイド上のSI秒を基準に補正を行うことになる。
さらに、この定義は1991年の国際天文学連合 (IAU) の決議A4（基準座標系部会の勧告Ⅲと勧告Ⅳ）によってより詳細なものとなった。
「TAI は、その理想とする地球時 (TT) を実現する一つの時刻系であり、地球時とは一定の差 32.184 s だけ異なっている。地球時は、四次元地心座標系の時間座標である地心座標時 (TCG) とは、一定の歩度差を持つと関係付けられている.」(Proc. 21st General Assembly of the IAU, IAU Trans., 1991. vol. XXIB, Kluwer を参照.)
国際原子時 (TAI) の作成に寄与する世界各地の約200台の原子時計データは、おのおのの時計のランダムなくるいを、統計平均によって減らす操作の前に、それぞれの時計の固有時を、時計位置のジオイドからの高さに基づいて、地球重心座標系の座標時である地心座標時 (TCG) へと変換している。1992年現在の国際原子時 (TAI) のくるいは100兆分の1以下なので、これ以下の精度で補正するためには、時計位置のジオイドからの高さが10 mの精度で正しく分かっている必要がある。

## 歴史

### 積算原子時
1949年にアメリカ合衆国の国立標準局（NBS、現NIST）で、アンモニアを用いた分子周波数標準器が組み立てられ、また1955年6月にはイギリスの国立物理学研究所 (NPL) でセシウム原子周波数標準器が実用化され、その後、各国のセシウム標準器も相ついで実働されるようになってきた。
当時は水晶時計の原発振周波数を原子標準器で定期的に較正し、その偏差率を積分して、水晶時計を補正するという手順で行われたので、この当時の原子時は積算原子時とよばれた。
この積算原子時と暦表時 (ET) との比較から、1秒間におけるセシウム原子の固有振動数が9192631770 Hzと測定され、この周波数値は第13回国際電波科学連合 (URSI) 総会（1960年）や第11回国際天文学連合 (IAU) 総会（1961年）で公認された。そして、1960年代には市販のセシウム原子時計が各国の天文台や研究所に普及する。
現在の国際原子時 (TAI) は1958年1月に原点を置いているが、精度は劣るものの積算原子時を1955年7月まで遡ることができる。

### 原子時
1958年、各国の天文台の世界時 (UT) を集計し確定世界時を算出していた国際報時局（BIH、現IERS）が原子時のデータを集計処理する責任を担うことになった。国際報時局（BIH、現IERS）の中央局（パリ天文台）があるフランスの原子標準を仲介として、各国の原子標準との比較結果を集計することにより原子時を算出するようになる。この原子時のうち、最初にイギリスの国立物理学研究所 (NPL)、スイスのニューシャテル天文台、アメリカ合衆国の国立標準局（NBS、現NIST）の3機関のセシウム標準を使って1958年1月1日0時 UT2 を起算点において積算を始めた原子時系を、A.3（A3とも表記する）という（その後 A.3 に寄与する原子標準は次第に増えていく）。
この他に、アメリカ合衆国の数台のセシウム標準を平均した独自の時系である A1 系や、国際報時局 (BIH) が世界10個のセシウム標準の平均でつくる A9 系などがある。
1967年における A3 以外の原子時は、アメリカ海軍天文台の A1、グリニッジ天文台の G.A.、アメリカ国立標準局の NBS(A)、ドイツ国立物理工学研究所の PTB(A1) がある。
1968年における各国の研究所の原子時は、フランスの Commission Nationale de l'Heure の TA(F)、アメリカ国立標準局の NBS-A は8月22日から AT(NBS) に改称、ドイツ国立物理工学研究所の TA1、グリニッジ天文台の GA 及び GA2、アメリカ海軍天文台の A1 がある。

### 国際原子時の成立
1964年、原子標準の確立への要求が高まり、国際度量衡総会 (CGPM) の委任に基づいて国際度量衡委員会 (CIPM) は、セシウム原子の固有振動数9192631770 Hzを、周波数標準の暫定値とする。
1967年にプラハで開催された第13回国際天文学連合 (IAU) の決議5（第4、第31委員会）により、これまで国際報時局（BIH、現IERS）がすでに自主的に実施していた1958年1月1日0時 UT2 を起点とする原子時 (A.3) が、この際公式の積分時尺度として採用される事が決まり、国際報時局 (BIH、現IERS) のベルナール・ギノー 局長 (Bernard Guinot) が希望した、A.3 から国際原子時目盛 (International Atomic Time Scale) への名称変更を満場一致で採択した。
1967年／1968年の第13回国際度量衡総会 (CGPM) でセシウム原子周波数標準に基づくSI秒の定義が採択される。
そして、1970年に、国際度量衡委員会 (CIPM) の下部機関である秒の定義に関する諮問委員会（CCDS、現CCTF）で勧告S2を採択し、国際原子時 (TAI) が「国際単位系における時間の単位である秒の定義に従って, いくつかの機関で運転されている原子時計の指示値に基づいて国際報時局が定める基準となる時刻の座標」と定義される。
同年、ブライトンで開催された国際天文学連合 (IAU) 第14回総会で、旧協定世界時の大幅な改善策が決議され、協定世界時 (UTC) と国際原子時 (TAI) との差が整数秒であるように国際報時局（BIH、現IERS）は1972年1月1日0時に協定世界時 (UTC) の特別時間調整を行い、その際秒の分数を報知するよう勧告した。この特別調整により、1972年1月1日0時に協定世界時 (UTC) は国際原子時 (TAI) に対して丁度10秒遅れになり、これ以後は、TAI-UTC は整数秒に維持される。
1971年の第14回国際度量衡総会 (CGPM) の決議1により、国際度量衡委員会 (CIPM) に対し、国際原子時の定義を与えること、および、科学的な能力と現用の施設が関連ある国際機関と協力して、国際原子時目盛の実現のためにできるだけよく活用されるように、そして、国際原子時の利用者の需要を満たすように、必要な処置をとること、を要請した(CR, 77-78 及び Metrologia, 1972, 8, 35)。そして、国際度量衡委員会 (CIPM) は国際報時局（BIH、現IERS）によって決められた原子時を国際原子時 (TAI) と呼ぶことを定め、その合成を正式に国際報時局（BIH、現IERS）に委託した。
国際原子時 (TAI) と独立した各国の研究所の原子時の名称については、1969年以後は独自の名称を止めてフランス語の TA あるいは英語の AT に研究所の略語を括弧付きで表記するようなる。フランスの Commission Nationale de l'Heure は TA(F)、アメリカ国立標準局は TA(NBS) や AT(NBS)、ドイツ国立物理工学研究所は TA(PTB) や AT(PTB)、アメリカ海軍天文台は TA(USNO) や AT(USNO) である   。
1972年において国際原子時 (TAI) に寄与する研究所の略語は、F がフランスの Commission Nationale de l'Heure、NBS がアメリカ国立標準局、NRC がカナダ国立研究機構、ON がスイスのニューシャテル天文台、PTB がドイツの国立物理工学研究所、RGO がイギリスのグリニッジ天文台、USNO がアメリカ海軍天文台で、寄与は出来ないが時刻比較に協力する研究所の略語は、ILOM が緯度観測所、RRL が電波研究所、TAO が東京天文台などであった 。

### 正確さの改善
1974年に、国際度量衡委員会 (CIPM) の下部機関である秒の定義に関する諮問委員会（CCDS、現CCTF）において、国際原子時 (TAI) の構成法についての研究が報告された。国際原子時 (TAI) は、SI秒を積算した時系であるが、これまで7機関の独立な原子時系で構成してきたが、これらの時系はいずれも商用のセシウム原子時計によるものであり、各時系の設定方法の違いや、時計の台数の違いなど問題が多かったので、国際報時局（BIH、現IERS）では、個々の原子時計のデータを数多く集め統一した処理による新しい計算法（ALGOSと命名）を開発し、1973年6月から実施しており、かなり改善する見込みであると説明された。そして、今後はセシウム原子一次標準器による較正値を取り入れた計算法の研究を促進することを勧告した。また、ロランCによる原子時計の比較では、欧米と極東間など大陸間の時刻比較の精度が良くないので時刻比較法の研究促進も勧告した。
1976年にグルノーブルで開催された国際天文学連合 (IAU) 第16回総会において、第4委員会（暦）及び第31委員会（時）の共同決議第2号で、国際原子時 (TAI) の歩度を (1 + 1 × 10−12) 倍に拡げることが勧告され、1977年1月1日 TAI にこの修正が実施される。この修正は、国際報時局（BIH、現IERS）が管理する国際原子時 (TAI) の歩度が、アメリカ合衆国の国立標準局（NBS、現NIST）、カナダの国家研究会議 (NRC)、ドイツの国立物理工学研究所 (PTB) などのセシウム一次標準器の結果に照らして、約 1×10−12 秒だけ定義の1秒より短いことが判ってきたために実施された。
同年に協定世界時の略語が UTC に統一されたときに、国際原子時 (TAI) と独立した各国の研究所の原子時の名称についても表記を TA(i) に統一して英語の AT(i) をやめた（文字 “i” には研究所の略語を充てる） 。
1978年に、電波研究所 (RRL) が1976年から開発中だった原子時計群のみ用いた平均原子時の計算法を用いるようになり、TA(RRL) を決定し公表するようなる 。
1979年から自由原子時（EAL; 仏: échelle atomique libre）と国際原子時 (TAI) の周波数の計測を始める。

### 相対論的効果の補正
1950年には、技術の進歩により標準電波の周波数や秒の正確度が±1×10−9に達すれば相対性理論が問題になる辺りにくる事になり、伝搬遅延を補正して地球上で等時性を捕える事ができてもそれは見かけのものに過ぎなくなることが指摘される。
1960年代になると、天文学者は相対性理論の効果が時刻系に与える影響についての詳細な検討を始め、1964年に東京天文台（TAO、現NAOJ）の青木信仰博士が、相対論的効果による時刻標準の変動に関する論文を発表し、1967年にはイェール大学のジェラルド・クレメンス教授他が、原子時計の年周変動に関する論文を発表する。
一般相対性理論によれば、くるいのない理想的な時計であっても、それが刻む時刻は、その時計が過去に、どのような重力場のなかをどのような運動をしたかによって相互比較では差が生じる。このような時刻を「固有時」と呼ぶ。これに対して、共通の基準となる目盛りのついた時間と空間を「基準座標系」と呼び、このうちの時間座標を「座標時」と呼ぶことがある。地球上の時計の固有時は、主に太陽、地球自体、月、諸惑星の重力ポテンシャルの影響下にあるものと考えてよい。時計のある場所が、これらの天体に対して位置を変えるので、このポテンシャルの影響は一定量と変化量の合成となる。この変化量の最大のものは太陽のポテンシャルの変化によるもので、地球軌道が楕円であるため太陽からの距離が年周変化することで生じ、地球上の時計が一斉に全振幅6.6×10−10の年周変化をすることになる。これを時計面でみると秒の長さの変化が積算されるので、全振幅3.3 msの年周変化を示すことになる。なお、変化とは、一切の重力ポテンシャルの影響から全く離れた場所の座標時に比較して測られる量を言う。また、地球ポテンシャルの影響として、時計の置かれている場所の標高（ジオイドからの高さ）の違いに対応して、1 km当たり1.1×10−13の歩度差が生じる。
1967年にプラハで開催された第13回国際天文学連合 (IAU) では、原子時計に対する、太陽、月、惑星、地球のポテンシャルの影響による相対論的効果が議論され局地差や周期変動に対する補正の式も提案されるが、まず実際に周期変動や局地差を検出することが先決で、補正方式は実験的事実に立脚すべきであるとの意見もあり結論を見ないで終わる。
1970年代に飛行機やロケットに原子時計を搭載するなど様々な実験が行われ、原子時計に影響する相対論的効果が実験的に確認される。また、人工衛星の観測などにより地球全体のジオイドを把握できるようになる。
そして、1980年に、国際度量衡委員会 (CIPM) の下部機関である秒の定義に関する諮問委員会（CCDS、現CCTF）は相対性理論の各種効果に対する、地球近傍での時計比較に必要となる補正を検討し、地球の重力ポテンシャルの差、速度の差および地球の自転を考慮して「TAI は、回転するジオイド上で実現される SI の秒を目盛りの単位とした、地心座標系で定義される座標時の目盛りである」と声明を発表する。これ以後、国際原子時 (TAI) の作成に寄与する原子時計は、ジオイド上のSI秒を基準に補正を行うことになる。

### GPS衛星を利用した時刻比較
1983年4月、東京天文台（TAO、現NAOJ）でGPS衛星を利用した時刻比較方式の定常運用が開始されたことにより、東京天文台（TAO、現NAOJ）の原子時計はアメリカ海軍天文台 (USNO)、国立標準局（NBS、現NIST）、ドイツの国立物理工学研究所 (PTB)、オーストリアのグラーツ工科大学 (TUG)、および国際報時局（BIH、現IERS）の欧米の原子時計と10 nsの精度で時計比較が可能となった。これによって、ロランCの電波で東京天文台（TAO、現NAOJ）と時計比較しているアジア諸国の原子時計も、1983年後半から欧米並の精度となり国際原子時の決定に寄与できることになった。その結果、国際原子時 (TAI) は欧米だけでなくアジア諸国を含む世界中の原子標準が生成に寄与する、本格的に国際的な時系となる。これまでは、極東地域のロランC電波は欧米の機関では遠すぎて精度よく受信することができないため、欧米の原子時計とアジア諸国の原子時計とは精度のよい時計比較ができず（典型的な精度比較で、欧米内で0.05 マイクロ秒であるのに対し、アジアと欧米の間では、0.2 マイクロ秒）、極東地域の原子時計はパリの国際報時局（BIH、現IERS）が決めていた国際原子時を形成する平均の母集団に参加できていなかった。なお、GPS衛星を利用した時刻比較では時計の進み方に対する相対論的効果の補正も考慮されている。
さらに、同年に計量研究所（NRLM、現NMIJ）が国際原子時への寄与を開始し、1984年2月には、電波研究所（RRL、現NICT）でも、汎地球測位システム (GPS) 衛星を利用した時刻比較受信機を開発、受信開始し、国際原子時 (TAI) への寄与するようになる。

### 国際報時局から国際度量衡局への移管
1985年にデリーで開催された国際天文学連合 (IAU) 第19回総会において、決議B1号（時の責任）により、時刻の中央局である国際報時局 (BIH) を改組して、国際地球回転観測事業（IERS、現国際地球回転・基準系事業）を1988年1月から発足させることになる。また、国際測地学・地球物理学連合 (IUGG) や国際電波科学連合 (URSI) の勧告などを考慮して、国際報時局 (BIH) が管理していた国際原子時 (TAI) を、国際度量衡委員会 (CIPM) と国際度量衡総会 (CGPM) の責任の元で国際度量衡局 (BIPM) に移管すること認めた。そして、1987年の第18回国際度量衡総会 (CGPM) の決議3により国際原子時 (TAI) を国際度量衡局 (BIPM) が管理することになった。

## 協定世界時
協定世界時 (UTC) は世界の法的な時刻の基礎で、国際原子時 (TAI) との差が整数秒に維持されている。地球の自転の角速度の変動により世界時の UT1 と協定世界時 (UTC) との差が0.9秒を超えないように実施される閏秒調整により、2019年2月現在、UTCはTAIから37秒遅れている。太陽がちょうど頭上最も高くなる時刻が正午近くであることは、閏秒調整により維持されているとも言える。この閏秒調整がある協定世界時 (UTC) は不連続な時刻系であるのに対して、閏秒調整のない国際原子時 (TAI) は連続で安定した時刻系である。閏秒調整は地球の自転の不規則な変動に応じて実施されるので、2つのUTC時刻間での正確な時間算出はその間に補正された閏秒表の参照を要する。この不便を避けるため、複数年にわたる長時間の正確な測定を要する科学用途では、協定世界時 (UTC) に代わり国際原子時 (TAI) が用いられる事がある。このため、国際原子時 (TAI) は閏秒を扱えないシステムでも広く用いられる。UT1は国際地球回転・基準系事業（IERS）により計算されている。